# Félix Guyon
Pour les articles homonymes, voir Guyon.
Jean Casimir Félix Guyon, né le 21 juillet 1831 à Saint-Denis de La Réunion et mort le 20 juillet 1920 à Paris, est un chirurgien français. Fondateur de l'école de chirurgie urologique française, il est le créateur de la “Clinique des voies urologiques” de l'Hôpital Necker, première chaire française exclusivement consacrée à l'urologie. Son nom reste attaché au canal ulnaire du poignet (canal ou loge de Guyon) et à une seringue utilisée en urologie. Il est l'un des pionniers de la lithotritie et de la prostatectomie. Le site nord (Saint-Denis) du centre hospitalier universitaire de La Réunion porte aujourd'hui son nom.

## Biographie

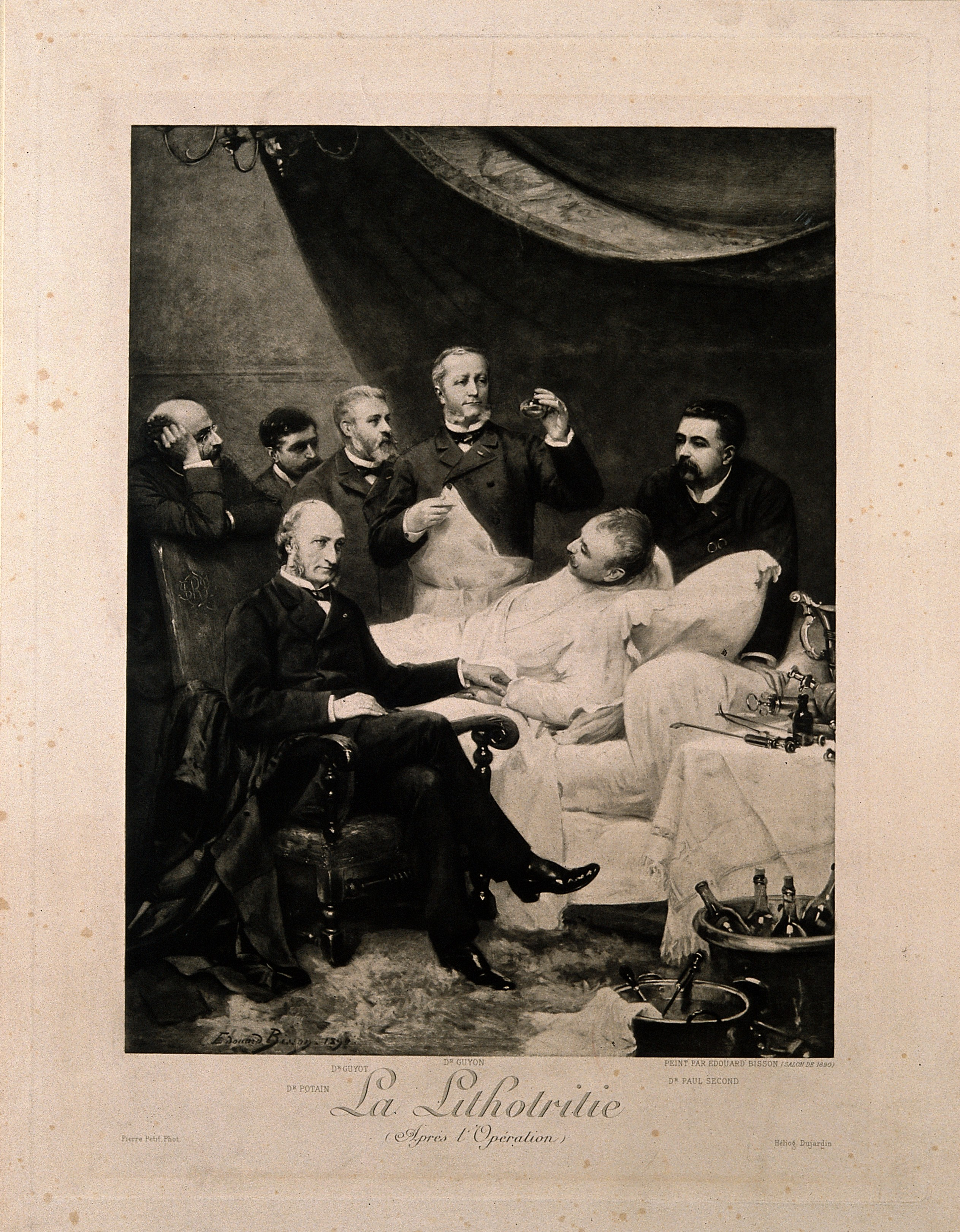
Félix Guyon et la lithotritie. Héliogravure par Dujardin d'après E. Bisson, 1890.

Il naît le 21 juillet 1831 à Bourbon. Son père Jean-Baptiste Casimir, originaire de Lorient se destinait à être chirurgien de marine. Sa mère, Rose Delpit, est créole d’origine périgourdine. En 1835, la famille regagne Cherbourg et Casimir soutient sa thèse de médecine à Paris l’année suivante sur la fièvre intermittente observée à Madagascar. La famille s’établit à Nantes où le père meurt le 24 mars 1846, obligeant la mère à élever ses quatre enfants.
Encouragé par son grand-père paternel (pharmacien en chef de la marine), Félix Guyon poursuit ses études à l’École de médecine de Nantes, après son baccalauréat en lettres en 1849 et en sciences en 1850 à Rennes. Remarqué par ses qualités, il est externe à Paris puis reçu interne en 1853 (quatrième de sa promotion). Il y rencontre les grands maîtres parisiens de la médecine de l’époque : Joseph-François Malgaigne, Philibert Joseph Roux, François-Amilcar Aran et Alfred Velpeau dont il sera le plus jeune élève. En 1858, sous la direction de ce dernier, il soutient sa thèse sur Les cavités de l'utérus à l'état de vacuité . Il épouse la même année sa cousine revenue de La Nouvelle-Orléans. En 1860, il se présente une première fois à l’agrégation en présentant un travail sur les tumeurs fibreuses de l’utérus. Il est nommé chirurgien des hôpitaux à l’âge de 31 ans, après avoir été prosecteur depuis 1858. En 1863, il est reçu à l'agrégation en soutenant une thèse sur les « vices de conformation de l'uretère ». Il exerce dans un service de maternité, alors que la discipline de l’obstétrique moderne est balbutiante, publie sur la fièvre puerpérale. En 1867, il succède au docteur Civiale qui s'était intéressé à la lithotritie à l'Hôpital Necker.
Après la défaite française de 1870, il reprend ses études sur les pathologies urinaires, proposant des solutions chirurgicales aux infections rénales et vésicales sévères. Il étudie les pathologies prostatiques, calculeuses et tumorales vésicales. Sa renommée s’étend rapidement et l’école française d'urologie est reconnue à travers le monde, attirant de nombreux élèves français et étrangers. Félix Guyon met au point une grande seringue de verre qui portera son nom et pouvait réaliser très rapidement des destructions-broyages de calculs urinaires in situ (lithotritie). Il a laissé son nom dans l'anatomie francophone en décrivant le canal ulnaire (ou cubital) au poignet qui fut appelé "canal guyon" et par dérivation les pathologies en découlant comme le syndrome de la loge Guyon. Tous les chirurgiens francophones connaissent ce nom, mais aucun ne le rattache à un Réunionnais.
En 1876, il prend la chaire de Pathologie Externe de l'Hôpital Necker occupée alors par Dolbeau. Gaston Contremoulins, créera un laboratoire de radiologie dans son service en 1897. Il entre en 1878 à l’Académie de Médecine qu’il préside en 1901 puis à l’Académie des Sciences en 1892.Il est le fondateur des Annales des maladies des organes génito-urinaires et du Journal d'urologie médicale et chirurgicale. Il a pour élèves Robert Proust (le frère cadet de Marcel Proust), Jacques-Louis Reverdin de Genève, Félix Legueu ou encore René Le Fur. En 1890 son service où se pressaient élèves et malades est transformé en "clinique des voies urinaires".
Il partit à la retraite en 1906 sans jamais avoir pu retourner sur son île natale, mais après avoir formé un autre grand spécialiste de l'urologie également créole, le Cubain Joaquín Albarrán. Sa renommée s'est rapidement étendue et l’école française d'urologie est reconnue à travers le monde : il sera à l'origine, avec vingt de ses confrères, de la Société internationale d'urologie en 1907. Il en est le tout premier président entre 1907 et 1914. Le premier Congrès se tiendra à Paris en septembre 1908. Il meurt le 20 juillet 1920 en son domicile dans le 8e arrondissement de Paris.
Le premier grand hôpital de la Réunion fut l'hôpital colonial du camp Ozoux, ouvert en 1899, reconstruit en 1906, il est ouvert en 1908 sous le nom d'hôpital Félix-Guyon avec une capacité de 130 lits.

## Éponymie

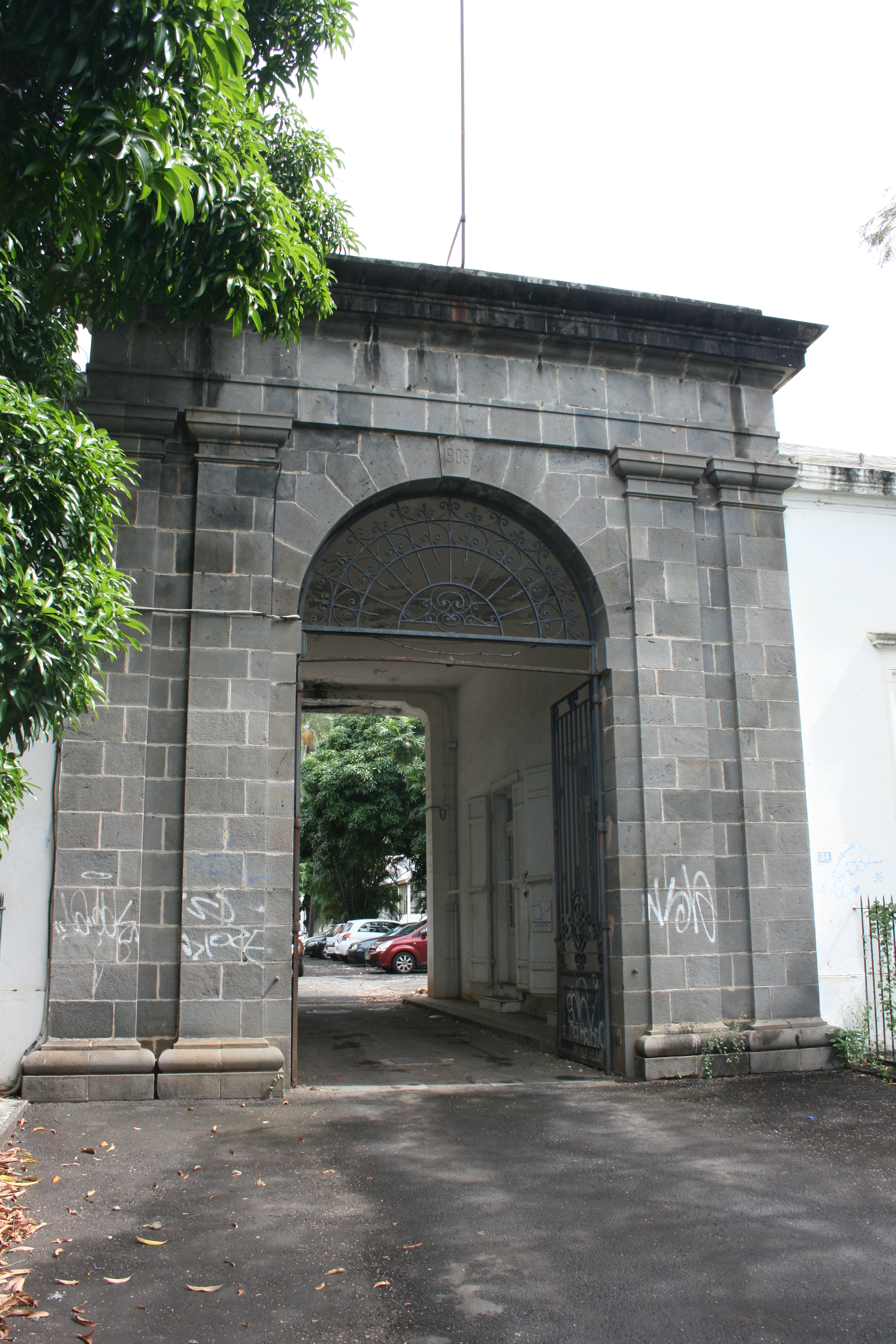
Porche classé à l'inventaire des monuments historiques de l'«Ancien Hôpital Colonial Félix Guyon» à Saint-Denis-de-la-Réunion

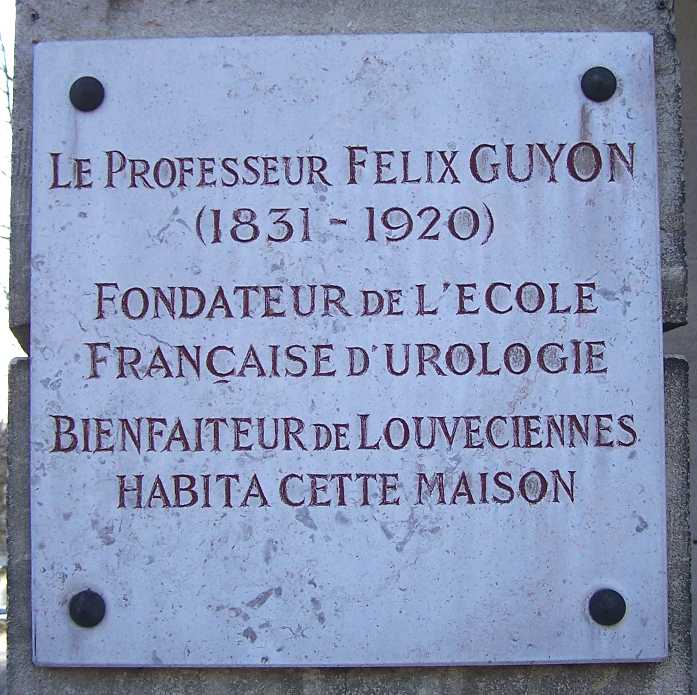
Plaque commémorative à Félix Guyon à Louveciennes.

- seringue de Guyon : seringue de grand volume (jusqu'à 150 mL) utilisée pour les instillations vésicales[12],[13] et urétrales[14].
- loge ou canal de Guyon : tunnel ostéo-fibreux[15] du bord antérieur et interne du poignet où chemine le nerf ulnaire.
- syndrome du tunnel de Guyon : compression du nerf ulnaire dans son passage dans le canal de Guyon[16].
- signe de Guyon : « ballotement rénal, sensation que l'on obtient en pratiquant la palpation bi-manuelle du rein, quand on repousse légèrement et brusquement avec la main lombaire la tumeur au devant de la main antérieure »[17].
- amputation de Guyon : amputation sus-malléolaire du pied[18] (variante de l'amputation selon James Syme (en)).
- isthme de Guyon : isthme de l'utérus.
- épreuve des trois verres de Guyon : test diagnostique visuel direct permettant de distinguer les hématuries macroscopiques initiales, terminales (signant l'origine du saignement) ou totales. En pratique, il s’agit de faire uriner le patient dans trois verres, et de voir dans lequel le sang est présent : si le sang est présent dans le premier c’est une infection urinaire des reins, s’il est dans le dernier verre, c’est une infection de la vessie.

## Distinctions
- Légion d'honneur[19] :
  -  Chevalier de la Légion d'honneur le 14 août 1868,
  -  Officier de la Légion d'honneur le 5 février 1893,
  -  Commandeur de la Légion d'honneur le 12 novembre 1906.
- Officier d'Académie le 26 décembre 1869.
- Président de la Société nationale de chirurgie en 1878[20].
- Officier de l'Instruction publique le 14 juillet 1880.
- Président de l'Académie nationale de médecine en 1901[21].

## Hommages
- Félix-Guyon Award
- Médaille Félix Guyon[22] : distinction attribuée par l'Association Française d'Urologie.
- Situé dans le quartier de Bellepierre, le centre hospitalier de sa ville natale porte le nom de Centre hospitalier départemental Félix-Guyon en son honneur.

## Œuvres et publications
- Étude sur les cavités de l'utérus à l'état de vacuité, [Thèse de médecine présentée à la Faculté de Médecine de Paris], no 48, Rignoux (Paris), 1858, Texte intégral.
- Des tumeurs fibreuses de l'utérus, [Thèse présentée au concours pour l'agrégation], Martinet (Paris), 1860, Texte intégral
- «Note sur une disposition anatomique propre de la face antérieure de la région du poignet et non encore décrite par le docteur»., in : Bull. Soc. Anat. de Paris, 6 : p. 184-186, 1861.
- Des vices de conformation de l'urèthre chez l'homme et des moyens d'y remédier, Delahaye (Paris) , 1863 - 179 pages, Texte intégral .
- Éléments de chirurgie clinique , J.-B. Baillière et fils (Paris), 1873, lire en ligne sur Gallica.
- Leçons cliniques sur les maladies des voies urinaires, professées à l'hôpital Necker, J.-B. Baillière et fils (Paris), 1881, lire en ligne sur Gallica.
- Notices sur les titres et les travaux scientifiques du Dr Félix Guyon, Gauthier-Villars et fils (Paris), 1892, Texte intégral
- Leçons cliniques sur les maladies des voies urinaires : sémiologie, diagnostic, pathologie et thérapeutique générales : professées à l'hôpital Necker. Antisepsie, cathétérisme, anesthésie , J.-B. Baillière et fils (Paris), 1903, lire en ligne sur Gallica.